# Chonelasma lamella
Chonelasma lamella är en svampdjursart som beskrevs av Schulze 1886. Chonelasma lamella ingår i släktet Chonelasma och familjen Euretidae. Inga underarter finns listade i Catalogue of Life.